# (15322) 1993 QY
(15322) 1993 QY est un astéroïde de la ceinture principale d'astéroïdes de 5,067 km de diamètre découvert en 1993.

## Description
(15322) 1993 QY a été découvert le 16 août 1993 au Centre de recherches en géodynamique et astrométrie (CERGA), à Caussols en France, par Eric Walter Elst.

### Caractéristiques orbitales
L'orbite de cet astéroïde est caractérisée par un demi-grand axe de 2,60 UA, un périhélie de 1,74 UA, une excentricité de 0,33 et une inclinaison de 28,33° par rapport à l'écliptique. Du fait de ces caractéristiques, à savoir un demi-grand axe compris entre 2 et 3,2 UA et un périhélie supérieur à 1,666 UA, il est classé, selon la JPL Small-Body Database, comme objet de la ceinture principale d'astéroïdes.

### Caractéristiques physiques
(15322) 1993 QY a une magnitude absolue (H) de 13,6 et un albédo estimé à 0,220, ce qui permet de calculer un diamètre de 5,067 km. Ces résultats ont été obtenus grâce aux observations du Wide-Field Infrared Survey Explorer (WISE), un télescope spatial américain mis en orbite en 2009 et observant l'ensemble du ciel dans l'infrarouge, et publiés en 2012 dans un article présentant les résultats concernant 13 511 astéroïdes de la ceinture principale.